# Nitrogenasa
Las nitrogenasas (EC 1.18.6.1; EC 1.19.6.1) son enzimas utilizadas por las bacterias fijadoras de nitrógeno atmosférico para romper el nitrógeno molecular (N
2) presente en la atmósfera y combinarlo con hidrógeno, con el objetivo de formar amonio (NH
4), del cual a su vez deriva la síntesis de aminoácidos y otras sustancias nitrogenadas. Solo se conoce una familia de enzimas que son capaces de llevar a cabo este proceso. El nitrógeno molecular es muy inerte, y por lo tanto difícil de hacer reaccionar debido a la fortaleza de su triple enlace N≡N.

## Generalidades
La nitrogenasa es, en realidad, un complejo catalítico que consiste de dos unidades proteicas diferentes conocidas como dinitrogenasa y reductasa de dinitrogenasa. La reducción biológica de nitrógeno molecular es llevada a cabo únicamente por microorganismos procariotas. Entre las bacterias, la actividad de fijación de nitrógeno se encuentra distribuida entre eubacterias y arquebacterias y entre heterótrofos y autótrofos. Estos organismos recuperan y reutilizan el nitrógeno soluble biológicamente, amoniaco, aminoácidos y nucleótidos, esto permite mantener el ciclo del nitrógeno en su gran totalidad, los animales usan las plantas como fuente de aminoácidos y amoniaco al consumirlas ya que estos recuperan estas moléculas del suelo. 
Mientras que el equilibrio de formación del amoníaco a partir de hidrógeno y nitrógeno moleculares tiene una entalpía de formación negativa ({\displaystyle \Delta H^{0}=-45.2\ \mathrm {kJ} \,\mathrm {mol^{-1}} \;\mathrm {NH_{3}} }), la energía de activación necesaria para que la reacción se lleve a cabo es demasiado elevada para ocurrir en tiempos cortos sin la asistencia de un catalizador ({\displaystyle E_{A}=420\ \mathrm {kJ} \,\mathrm {mol^{-1}} }).
Además de agentes reductores, tales como la ditionita in vitro, o la ferredoxina o flavodoxina in vivo, la reducción enzimática del nitrógeno molecular a amoníaco también precisa de un ingreso adicional de energía para superar la barrera energética, esta energía se obtiene por la hidrólisis de ATP.
Existen dos procesos metabólicos convolucrados el cual sus productos se utilizan como precursores y del mismo modo como intermediarios para llevar a cabo la fijación de nitrógeno molecular, siendo el ATP y una serie de pares de electrones.
El balance entre nitrógeno molecular y nitrógeno fijado proporciona a los organismos que transforman el nitrato en nitrógeno en un proceso llamado desnitrificacion en condiciones anaeróbicas, al ocupar nitrito como aceptor de electrones.

## Estructura y función

Estructura del cofacor FeMo mostrando sus enlaces.

La fijación de nitrógeno se lleva a cabo en complejo de la nitrogenasa que está conformada por dos componentes que son:

### Dinitrogenasa reductasa
Es un dímero formado por dos subunidades idénticas, con un centro metálico de  [Fe4S4] con un peso de 60-66KDa. Es una proteína constituida por Fe y su función consiste en transferir electrones de un agente reductor como lo son la ferridoxina o la flavodoxina a la dinitrogenasa reductasa, requiriendo de energía que proviene de la hidrólisis de ATP. La transferencia de electrones se ve facilitada debido a la distorsión de la estructura al acercar los dos componentes lo más posible, por lo que puede ser oxidado y reducido, y principalmente es donde se une el ATP.

### Dinitrogenasa
Es un heterotetrámero que consiste de dos unidades con un peso de 240-250kDa conteniendo dos clusters Fe-S que se les conoce como P-clúster, contiene hierro y molibdeno el cual su centro redox lo forman 2 Mo, 32Fe y 30 S por tetrámero, dando en conjunto al factor hierro y azufre. Tiene dos sitios de unión para la nitrogenasa reductasa y permite que los 8 electrones necesitados para la fijación se pasen de uno a uno creando un ciclo y es donde la molécula de ATP se crea para que luego se hidrolice.

### P-clúster
Está formado por (Fe8S7) dividido en dos estructuras cúbicas de [Fe4S3] unido a un enlace de sulfuro y 6 cisteinas.

### Cofactor FeMo
El conjunto de las dos componentes forman el cofactor FeMo y es donde cataliza la conversión de nitrógeno molecular a amoniaco. Los electrones del Fe entran al componente FeMo que están unidos por tres ligantes sulfuro dado el himidazole de una histidina resultante al que se une por un ligante bidentado de homocitrato. Las distanciancias entre Fe –S es 2.32Å, Fe-Fe es 2.64Å y Fe- Mo es 2.73Å
La enzima está formada por un heterotetrámero llamado proteína MoFe (porque contiene molibdeno y hierro), que se asocia momentáneamente a un homodímero, la proteína Fe. Los electrones necesarios para la reducción del nitrógeno son suministrados a la nitrogenasa mientras se encuentra asociada a la proteína Fe reducida (unida a nucleótido). El heterocomplejo sufre varios ciclos de asociación y desasociación para conseguir la transferencia de un único electrón, paso que es el que limita la velocidad de la reducción del nitrógeno.[cita requerida]. El ATP suministra la energía necesaria para conducir la transferencia de electrones desde la proteína Fe a la proteína MoFe. El potencial de reducción de cada electrón transferido a la proteína MoFe es suficiente para romper uno solo de los enlaces químicos en la molécula de dinitrógeno, aunque aún no se ha demostrado cuantos ciclos son necesarios para convertir una molécula de N2 en amoníaco. La nitrogenasa, finalmente, enlaza a cada átomo de nitrógeno con tres átomos de hidrógeno para formar amoníaco (NH3), el que luego es combinado con glutamato para formar glutamina. La reacción de la nitrogenasa produce además hidrógeno molecular como subproducto.
La reacción química que cataliza la nitrogenasa, puede describirse según la siguiente ecuación:
{\displaystyle N_{2}\ +16ATP+8e^{-}+8H^{+}\rightarrow 2NH_{3}+H_{2}+16ADP+16P_{i}}

## Mecanismo catalítico
El mecanismo catalítico exacto todavía se desconoce, debido a la dificultad que presenta el obtener cristales de nitrogenasa con el nitrógeno unido. Esto porque el estado relajado de la proteína MoFe no es capaz de unirse al nitrógeno, y requiere al menos tres transferencias de electrones para llevar a cabo la catálisis.
La nitrogenasa es capaz de reducir acetileno, pero se inhibe por monóxido de carbono, el cual se une a la enzima previniendo la unión del dinitrógeno. El dinitrógeno por su parte es capaz de evitar la unión del acetileno, pero el acetileno no inhibe la unión de dinitrógeno. El acetileno requiere solo un electrón para reducirse a etileno.
Todas las nitrogenasas hacen uso de un cofactor que posee hierro y azufre que incluye un complejo heterometálico en el sitio activo (por ejemplo FeMoCo). En la mayor parte, este complejo heterometálico posee un átomo de molibdeno central, aunque en algunas especies es reemplazado por un vanadio o un átomo de hierro.
Debido a las propiedades oxidantes del oxígeno, la mayor parte de las nitrogenasas son inhibidas irreversiblemente por el oxígeno diatómico, el cual oxida al cofactor Fe-S. Esto implica que los fijadores de nitrógeno deben poseer mecanismos para proteger a las nitrogenasas del oxígeno in vivo. A pesar de este problema, la mayoría de los fijadores de nitrógeno utilizan al oxígeno como aceptor final de electrones en la cadena respiratoria. Una excepción conocida es la nitrogenasa de Streptomyces thermoautotrophicus, la cual no se afecta por la presencia de oxígeno. Aunque la habilidad de algunos fijadores de nitrógeno tales como Azotobacteraceae para emplear una nitrogenasa sensible al oxígeno en condiciones aeróbicas se ha atribuido a una alta tasa metabólica, lo que permite la reducción del oxígeno sobre la membrana celular, la efectividad de este mecanismo ha sido cuestionada ya para concentraciones de oxígeno superiores a los 70µM (las concentraciones ambientales son habitualmente de 230µM O
2), como así también durante condiciones nutricionales limitantes.

## Reacciones químicas no específicas
Además de catalizar la reacción N≡N → 2 NH
3, la nitrogenasa también es capaz de catalizar las siguientes reacciones:
HC≡CH → H
2C=CH
2
N≡N–O → N
2 + H
2O
N=N=N−
 → N
2 + NH
3
C≡N → CH
4, NH
3, H
3C–CH
3, H
2C=CH
2 (CH
3NH
2)
N≡C–R → RCH
3 + NH
3
C≡N–R → CH
4, H
3C–CH
3, H
2C=CH
2, C
3H
8, C
3H
6, RNH
2
C=O=S → CO + H
2S
O=C=O → CO + H
2O
S=C=N−
 → H
2S + HCN
O=C=N−
 → H
2O + HCN, CO + NH
3
Además, el dihidrógeno funciona como un inhibidor competitivo, el monóxido de carbono como inhibidor no competitivo, y el disulfuro de carbono como un inhibidor reversible de equilibrio rápido.
Las nitrogenasas con vanadio han demostrado también ser capaces de catalizar la conversión de C=O en alcanos a través de una reacción comparable a la síntesis de Fischer-Tropsch.

## Organismos que sintetizan nitrogenasas
- De vida libre diazótrofos, p.ej.
  - Bacteria verde del azufre
  - Cianobacteria (con o sin[12] heterocistos diferenciados)
  - Azotobacter
- Diazótrofos simbióticos, p.ej.
  - Rhizobia
  - Frankia

Las nitrogenasas típicas se encuentran codificadas por el gen Nif.

## Similitudes con otras proteínas
Las tres subunidades de la nitrogenasa exhiben una secuencia significativamente similar a las tres subunidades de la protoclorófilida reductasa independiente de la luz, que realiza la conversión de protoclorófilida a clorofila. Esta proteína se encuentra presente en las gymnospermas, algas, y bacterias fotosintéticas, pero se ha perdido en las angiospermas durante la evolución.
Separadamente, dos de las subunidades de la nitrogenasa (NifD y NifD) poseen homólogos en los metanógenos que no fijan nitrógeno, por ejemplo  Methanocaldococcus jannaschii. Se entiende poco sobre la función de esta clase IV de genes Nif, a pesar de se presentan en numerosos metanógenos. En M. jannaschii se sabe que interactúan con otros y se expresan constitutivamente.